# Giovanni Baccelli
Giovanni Baccelli (Roma, 8 luglio 1833 – San Vito Romano, 8 ottobre 1914) è stato un magistrato e politico italiano.

## Biografia
Padre del senatore Pietro Baccelli inizia la carriera nell'ordine giudiziario pontificio come apprendista al Tribunale criminale. Rivelatosi un valente e preparato giurista ottiene anche l'autorizzazione all'insegnamento di diritto civile e canonico all'università pontificia romana. Alla presa di Roma il governo italiano lo trova giudice al tribunale di Civitavecchia, dove viene confermato nella posizione raggiunta e rimane fino al 1875. È stato in seguito consigliere di corte d'appello a Firenze e Roma, per poi passare consigliere e presidente di sezione della corte dei conti